# Rabindra Mohapatra
Rabindra Nath Mohapatra (Distrito de Mayurbhanj, Raj Británico, 1 de septiembre de 1944) es un físico teórico indio-estadounidense conocido por su trabajo en el mecanismo del balancín en física de neutrinos.
Mohapatra nació en el pequeño pueblo de Musagadia, en el estado de Mayurbhanj. Estudió en la Universidad de Utkal en Bhubaneswar (título de grado, 1964) y en la Universidad de Delhi (maestría, 1966). En 1969 obtuvo su doctorado bajo la dirección de Robert Marshak en la Universidad de Rochester. Tras ello, realizó posdoctorados en la Universidad de Stony Brook y en la Universidad de Maryland. En 1974 se convirtió en profesor ayudante y en 1976, en profesor asociado en el City College de la Universidad de la Ciudad de Nueva York dirigido por Bunji Sakita. En el curso 1980-81, fue profesor visitante en el Instituto Max Planck de Física. Desde 1983, es profesor en la Universidad de Maryland. Ha sido profesor visitante en el CERN (1976, 1981, 1985), en el SLAC, en el Laboratorio Nacional de Los Álamos y en el Laboratorio Nacional de Brookhaven. Entre 2005 y 2007 fue profesor visitante en la Universidad Técnica de Múnich.
Mohapatra trabaja en teorías de la gran unificación, teorías unificadas de partículas elementales, y física de neutrinos. En particular, junto con Goran Senjanović desarrolló en la década de 1970 teorías unificadas simétricas a izquierda-derecha (que se rompen espontáneamente a las teorías observadas de las interacciones electrodébiles con violación de la paridad), que incluyen una predicción de la masa del neutrino.
En 1980/81, Mohapatra obtuvo una Beca Alexander von Humboldt, y en 2005 ganó el Premio Humboldt. En 2009, recibió un doctorado honoris causa de la Universidad del Norte de Orissa, en la India. Desde 1987 ha sido miembro de la Academia de Ciencias de la India.